# Манилий (лунный кратер)
Кратер Манилий (лат. Manilius) — крупный ударный кратер в северо-восточной области Моря Паров на видимой стороне Луны. Название присвоено итальянским астрономом Джованни Риччиоли в честь римского астролога Марка Манилия (I век н. э.) и утверждено Международным астрономическим союзом в 1935 г. Образование кратера относится к эратосфенскому периоду.

## Описание кратера

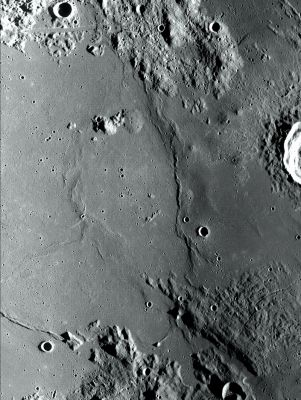
Щитовые вулканы на западе от кратера Манилий. Комбинация снимков зонда Lunar Reconnaissance Orbiter.

Ближайшими соседями кратера являются кратер Янгель на северо-западе; кратер Боуэн на севере; кратер Добрэ на востоке; кратер Бошкович на юге-юго-востоке и кратер Гигин на юге-юго-западе. На западе от кратера Манилий находятся горы Апеннины; на севере Озеро Печали и за ним Гемские горы; на северо-востоке Озеро Радости и за ним Море Спокойствия; на востоке Озеро Нежности и Озеро Зимы. Селенографические координаты центра кратера 14°27′ с. ш. 9°04′ в. д. / 14,45° с. ш. 9,07° в. д., диаметр 38,3 км, глубина 3060 м.
Кратер Манилий имеет полигональную форму c небольшим выступом в южной части и практически не разрушен. Вал с четко очерченной острой кромкой и небольшим внешним откосом. Внутренний склон вала террасовидной структуры особенно выраженной в западной части, у подножья внутреннего склона находится кольцо осыпей пород. Высота вала над окружающей местностью достигает 1010 м, объём кратера составляет приблизительно 1100 км³.  Дно чаши пересеченное, в центре чаши расположен массив центральных пиков состоящий из анортозита. Кратер имеет высокое альбедо, что характерно для молодых кратеров, и является центром системы лучей распространяющихся на расстояние свыше 300 км, внесен в список кратеров с яркой системой лучей Ассоциации лунной и планетарной астрономии (ALPO).
На западе от кратера Манилий находится несколько щитовых вулканов и безымянный кратер окруженный темными породами выброшенными при его образовании.

## Сечение кратера
На приведенном графике представлено сечение кратера в различных направлениях, масштаб по оси ординат указан в футах, масштаб в метрах указан в верхней правой части иллюстрации.

## Кратковременные лунные явления
В кратере Манилий наблюдались кратковременные лунные явления (КЛЯ) в виде свечения на фоне пепельного света, вспышки и свечения в тени во время затмений.

## Сателлитные кратеры
| Манилий | Координаты                                            | Диаметр, км |
| ------- | ----------------------------------------------------- | ----------- |
| B       | 16°37′ с. ш. 7°17′ в. д. / 16,61° с. ш. 7,28° в. д.   | 5,6         |
| C       | 12°04′ с. ш. 10°20′ в. д. / 12,07° с. ш. 10,34° в. д. | 6,9         |
| D       | 13°14′ с. ш. 6°59′ в. д. / 13,24° с. ш. 6,99° в. д.   | 4,7         |
| E       | 18°23′ с. ш. 6°21′ в. д. / 18,38° с. ш. 6,35° в. д.   | 48,4        |
| G       | 15°28′ с. ш. 9°46′ в. д. / 15,47° с. ш. 9,76° в. д.   | 4,7         |
| H       | 17°48′ с. ш. 8°38′ в. д. / 17,8° с. ш. 8,63° в. д.    | 3,1         |
| K       | 11°58′ с. ш. 11°11′ в. д. / 11,96° с. ш. 11,18° в. д. | 3,3         |
| T       | 13°21′ с. ш. 10°37′ в. д. / 13,35° с. ш. 10,62° в. д. | 2,7         |
| U       | 13°44′ с. ш. 10°49′ в. д. / 13,74° с. ш. 10,81° в. д. | 2,5         |
| W       | 13°25′ с. ш. 12°54′ в. д. / 13,41° с. ш. 12,9° в. д.  | 3,8         |
| X       | 14°26′ с. ш. 13°21′ в. д. / 14,43° с. ш. 13,35° в. д. | 2,0         |
| Z       | 16°24′ с. ш. 11°41′ в. д. / 16,4° с. ш. 11,69° в. д.  | 3,0         |

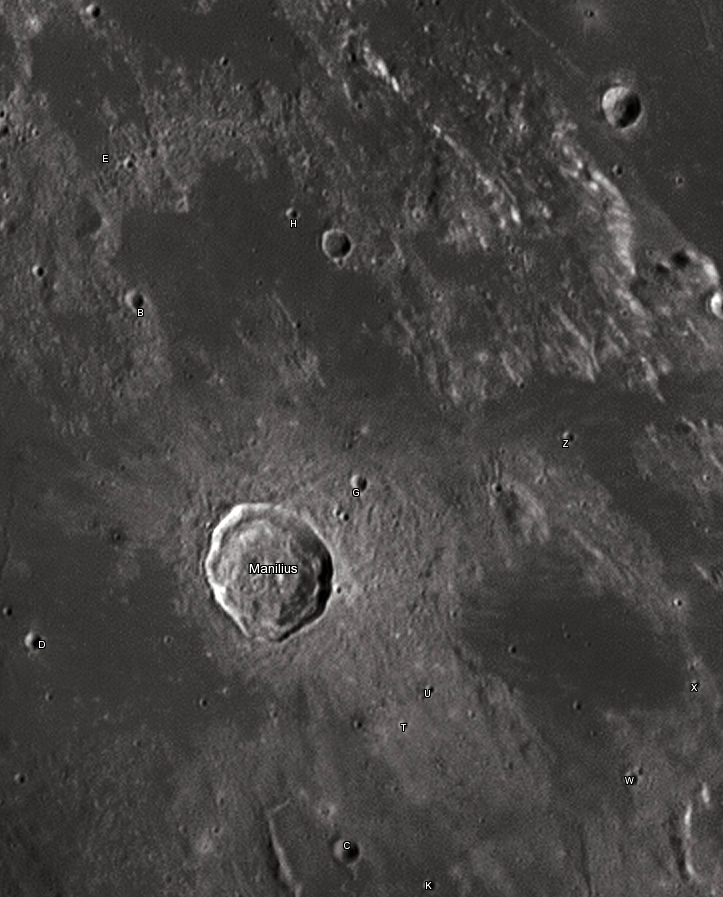
Снимок Девида Кемпбелла.

- Сателлитный кратер Манилий A в 1973 г. переименован Международным астрономическим союзом в кратер Боуэн.
- Сателлитный кратер Манилий F в 1983 г. переименован Международным астрономическим союзом в кратер Янгель.